# 伊通站
伊通站，位于中华人民共和国吉林省四平市伊通满族自治县伊通镇，是辽长铁路上的火车站。2017年10月1日，伊通站正式投入运营。

## 外部連結
- 中国铁路客户服务中心 （页面存档备份，存于）